# Abgrallaspis paucitatis
Abgrallaspis paucitatis är en insektsart som först beskrevs av Mckenzie 1942.  Abgrallaspis paucitatis ingår i släktet Abgrallaspis och familjen pansarsköldlöss.
Artens utbredningsområde är Panama. Inga underarter finns listade i Catalogue of Life.